# George Woods
George Roger Woods (Portageville, Misuri, 11 de febrero de 1943 - Edwardsville, Illinois, 30 de agosto de 2022) fue un atleta  estadounidense, especializado en la prueba de lanzamiento de bala en la que llegó a ser dos veces subcampeón olímpico en 1968 y 1972.

## Carrera deportiva
Durante su último año en Sikeston High School, Woods se convirtió en el primer atleta de secundaria de Misuri en superar los 18,3 m (60 pies), registrando un marca escolar de Sikeston que aún vigente en la actualidad. Este triunfo permitió su participación en las pruebas de selección olímpica (trials) para integrar el equipo olímpico de atletismo de EE. UU. en 1968. 
Participó en los Juegos Olímpicos de México 1968, de Múnich 1972 y de Montreal 1976 consiguiendo en los de México y en los de Múnich 1972 ganar sendas medallas de plata en la modalidad atlética de lanzamiento de bala. En la primera ocasión olímpica, en México, con una marca de 20.12 metros, superada por su compatriota Randy Matson con 20.54 metros, y dejando atrás al soviético Eduard Gushchin. Mientras que en la segunda ocasión, en Múnich, con una marca de 21.17 metros, se vio de nuevo superado, esta vez por el polaco Władysław Komar que con 21.18 metros batió el récord olímpico, y por delante del alemán Hartmut Briesenick (bronce con 21.14 metros).
Tuvo una gran carrera en las competencias bajo techo, ganando campeonatos nacionales en 1967-1969 y 1973. Su récord de competencia de 1973 de 69 pies 9½ pulgadas se mantuvo como el récord de competencia durante 20 años. Un año después, en 1974, Woods estableció el récord mundial bajo techo en 22,02 m (72 pies 3 pulgadas), una marca que se mantendría durante 11 años. Ocupa el quinto lugar entre los lanzadores de peso de todos los tiempos en interiores, y su lanzamiento récord es el décimo esfuerzo en interiores más largo de todos los tiempos. Su mejor marca al aire libre lo ubica entre los 40 mejores putters de todos los tiempos en todo el mundo, una estadística asombrosa después de casi 30 años.
Woods fue incluido en el Salón de la Fama Nacional de Atletismo de la USATF en 2007.